# Thập bát ban võ nghệ
Thập bát ban võ nghệ (chữ Hán: 十八般武藝) hay thập bát ban binh khí (chữ Hán:  十八般兵器) là 18 loại vũ khí cơ bản trong hệ thống chương trình của các môn phái võ thuật Trung Quốc cũng như một số môn võ cổ truyền Việt Nam, đặc biệt là các nhánh võ có xuất xứ từ Bình Định, Nam Trung Bộ Việt Nam.
Vũ khí cổ đại gồm rất nhiều loại nhưng được hệ thống hóa thành 18 môn loại. Đây là biểu hiện của quan niệm của người xưa cho rằng số 9 là số cùng của chữ số (vì nếu thêm 1 vào số 9 thì sẽ thành số 1 thêm 0. Trong 10 vị trí, số hạng 10 lại trở thành chữ số bé nhất vì vậy triết học, số học và lý học phương Đông dùng số 9 hay bội số của số 9 để biểu thị số mục nhiều. 18 là bội số của 9, vì vậy thập bát ban võ nghệ trở thành thuật ngữ được dùng cho tới ngày nay.

## Lịch sử
Theo dã sử Trung Quốc, Đao, Thương và Cung tên do Hoàng Đế, một vị vua trong Ngũ Đế sống khoảng thế kỷ 26 trước Công nguyên đến Thế kỷ 21 trước Công nguyên, tạo ra. Tuy nhiên lịch sử nhân loại cho thấy, từ thời đồ đá con người đã biết sử dụng gậy gỗ, dao đá, búa đá, là những loại binh khí nguyên thủy trong cuộc đấu tranh sinh tồn chống lại các loài thú dữ và các bộ tộc hiếu chiến khác. Đến thời đồ đồng, các bộ lạc hoang sơ đã biết sử dụng đồng xanh (thanh đồng) mài làm dao, thương, việt (búa) v.v. và sau đó là thời đồ sắt với những vũ khí đầu tiên (không kể những công cụ sản xuất) được làm bằng sắt đúc. Đến đời Minh Trung Quốc (1368-1644), các loại vũ khí ngày càng đa dạng và cơ bản đã được phân chia thành 18 loại.
Tuy nhiên thuật ngữ "thập bát ban võ nghệ" hay "thập bát ban binh khí" trong lịch sử Trung Hoa cũng như Việt Nam thời cổ đại chưa hề thấy xuất hiện. Tạ Triệu Chiết đời Minh trong cuốn Ngũ tạp trở và Chử Nhân Hoạch đời Nhà Thanh trong Kiên hồ tập đều đã nói đến "thập bát ban võ nghệ". Rõ ràng khái niệm "thập bát ban võ nghệ" do người đời sau sáng tác ra, nhưng lịch đại cụ thể của thuật ngữ thì chưa ai xác định được, đòi hỏi những nghiên cứu hết sức công phu khác để có thể tìm về nguyên khởi.

## Môn loại
Thập bát ban võ nghệ do niên đại, vùng đất và các chi phái võ thuật khác nhau có những quan niệm khác nhau, dẫn đến tình trạng ít nhiều thiếu thống nhất về mặt khái niệm. Từ xưa đến nay có hàng chục cách hiểu về hệ thống này:

### Trung Quốc
1. Theo cuốn Ngũ tạp trở và Kiên hồ tập: mười tám ban binh khí bao gồm cung, nỏ, thương, đao, kiếm, mâu, thuẫn (khiên, mộc che), phủ, việt, kích, tiên (roi), giản, qua, thù (một loại côn bằng tre gỗ có cạnh, không có lưỡi), soa (đinh ba có ba mũi cao ngang nhau hoặc mũi giữa cao hơn), cương soa (vũ khí có 2 mũi nhọn), bừa, dây xích mềm, bạch đả (tay không tức quyền thuật). Người đời sau gọi đây là "mười tám ban nhỏ" (tiểu thập bát ban).
2. Gọi là mười tám ban lớn (Thập bát ban võ nghệ) có: đao, thương, kiếm, kích, côn, bổng (một loại gậy ngắn hơn côn), sóc (một loại binh khí cổ, cán dài hơn mâu), đáng (thang), phủ (búa), việt, sản (kiểu như xẻng), bừa (bà), giản (đổng), chùy, soa, qua, mâu.
3. Gần hơn nữa thì chia 18 ban binh khí ra "chín dài và chín ngắn". Chín dài gồm: thương, kích, côn, việt, soa, đáng, siêu, câu, sóc, hoàn (vòng càn khôn, một loại vòng có những lưỡi dao gắn trên). Chín ngắn gồm: đao, kiếm, quải, phủ (rìu), tiên, giản, chùy, bổng (gậy), chử (cái chày).
4. Cách lý giải khác gồm đao, thương, kiếm, kích, đáng, côn, soa, bừa, tiên, giản, chùy (búa), phủ (rìu), câu, liềm, quải, cung tên, đằng bài.
5. Một cách lý giải nữa gồm mâu, đáng, đao, qua, sóc, tiên, giản, kiếm, chùy, trảo, kích, câu, việt, phủ, bài, bổng, thương, sao.
6. Thêm vào đó, còn cách phân loại: đao, thương, kiếm, kích, phủ (rìu), việt, câu, soa, tiên, giản, tên, chùy, trảo, đáng, liềm, sóc, côn, bổng.
7. Một lý giải khác cũng không kém phần phổ biến: đao, thương, kiếm, kích, việt, côn, soa, bừa, tiên, giản, chùy, phủ, câu, liềm, trảo đới (dây, song thủ đới), lan mã phù (phù chặn ngựa), cung tên.
8. Cũng không hiếm khi thập bát ban võ nghệ chỉ đao, thương, kiếm, kích, côn, soa, bừa, tiên (roi), giản, chùy, phủ, câu, liềm, trảo, hoàn (vòng), quải, đáng, cung tên (cung thỉ).
9. Ngày nay, giới võ thuật hiện đại giải thích 18 ban vũ khí là đao, thương, kiếm, kích, phủ (rìu), việt, câu, soa, tiên, giản, chùy, đáng, côn, sóc, bổng, quải, lưu tinh (chùy), trảo (móc câu).

### Việt Nam
Ở Việt Nam trong võ cổ truyền Bình Định, thập bát ban võ nghệ được lý giải gồm mười tám môn loại: siêu đao, thương, giáo (một loại binh khí dài hơn thương), mác, kiếm, xà mâu, khiên, phủ hay phủ việt (búa), kích, roi, giản, chùy, đinh ba, cào, côn, dây vải hay dải lụa có buộc vật nặng ở đầu, tô, thủ cước (tay, chân, quyền). Hệ thống thập bát ban võ nghệ Việt Nam đã có từ thời Lê, thời Nguyễn và được đưa vào nội dung khảo hạch, thi cử để tuyển chọn các cử nhân, tiến sĩ võ. Nội dung thi tuyển này chủ yếu bao gồm bắn cung, phóng lao, lăn khiên, cưỡi ngựa, múa giáo, múa siêu đao, múa kiếm, đấu kích, múa côn, đánh quyền v.v.

## Album

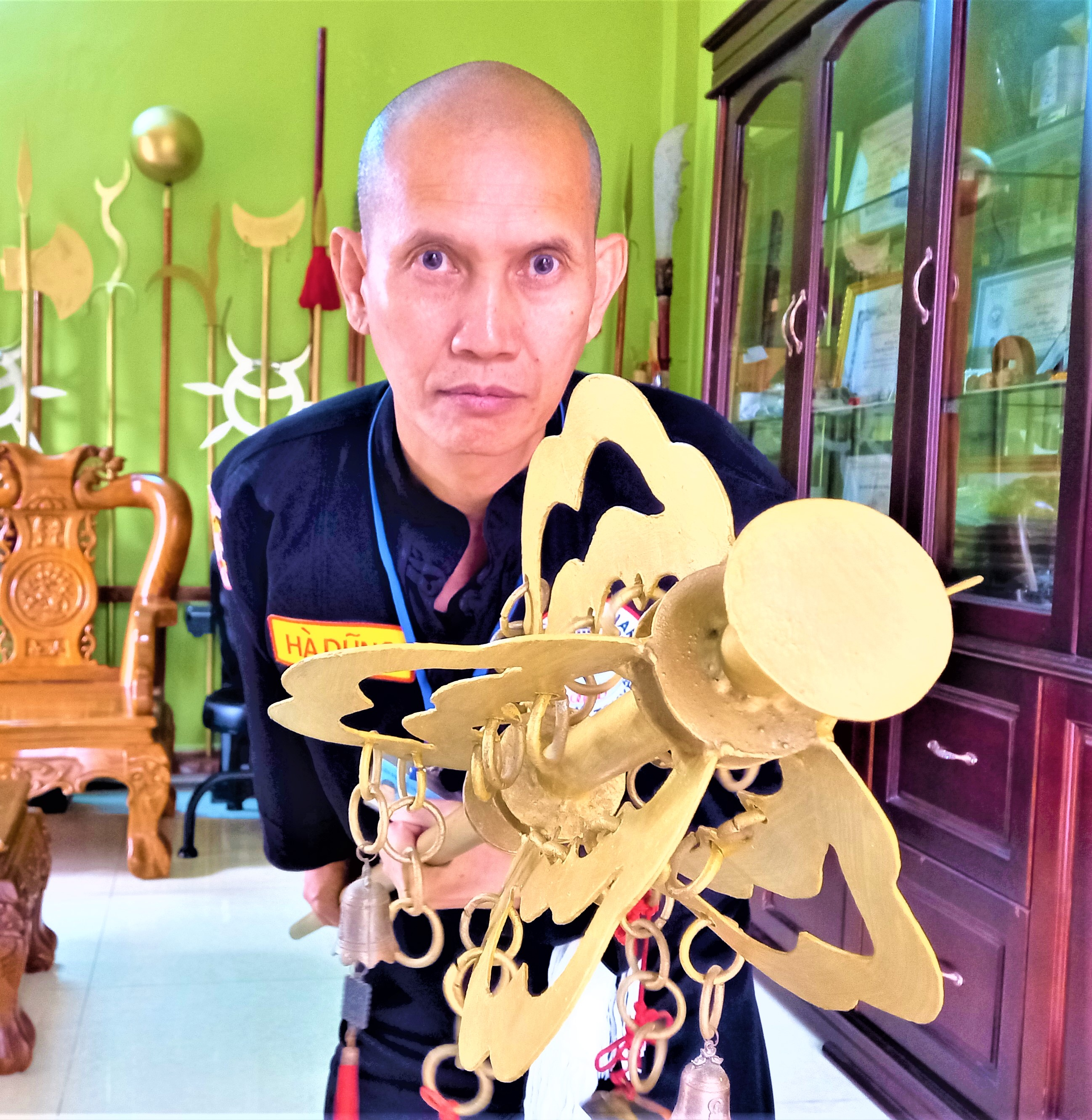
Thiền trượng.
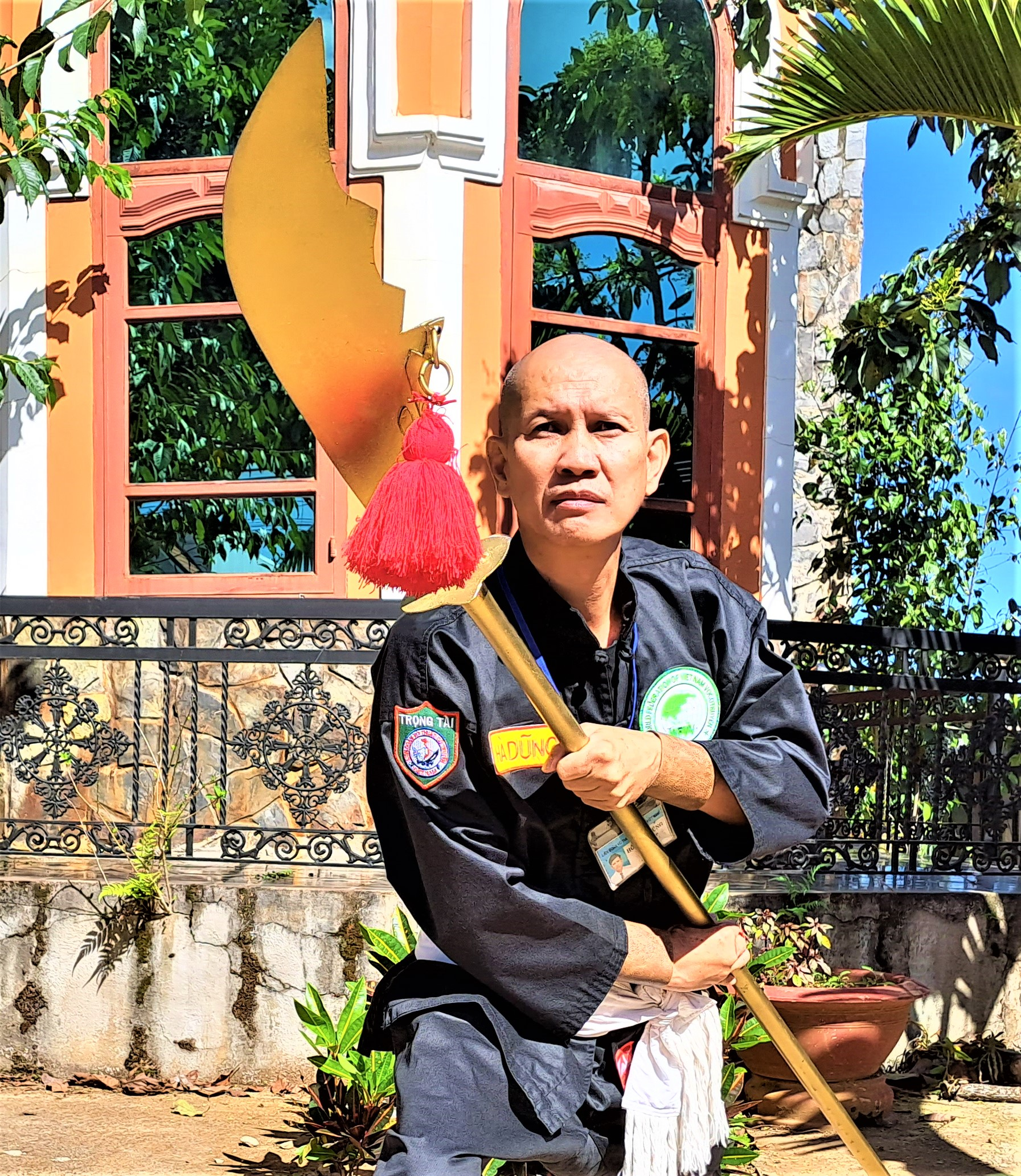
Một Võ sư sử dụng Quan đao (Thanh Long Yển Nguyệt Đao).
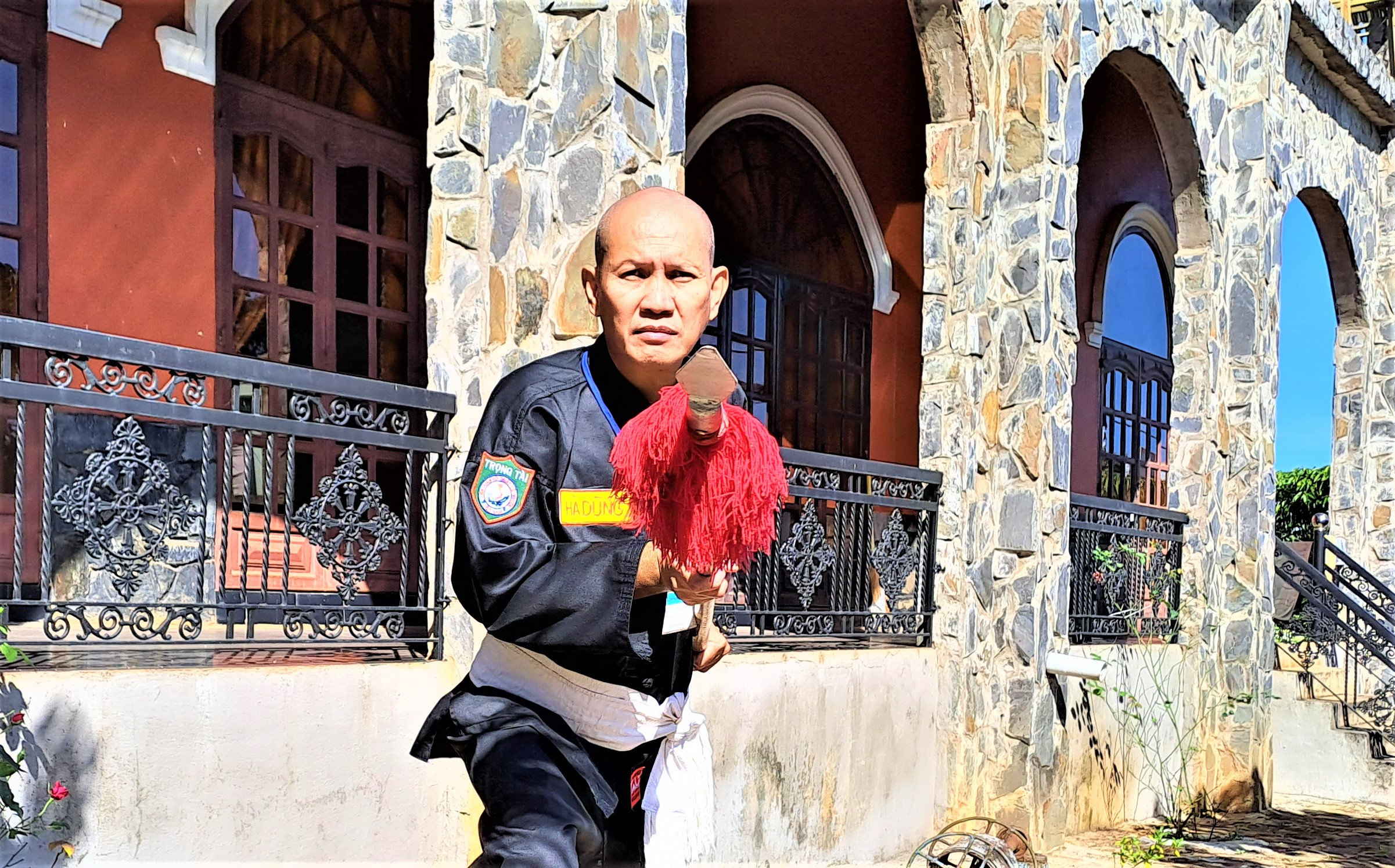
Một Võ sư sử dụng Thương.
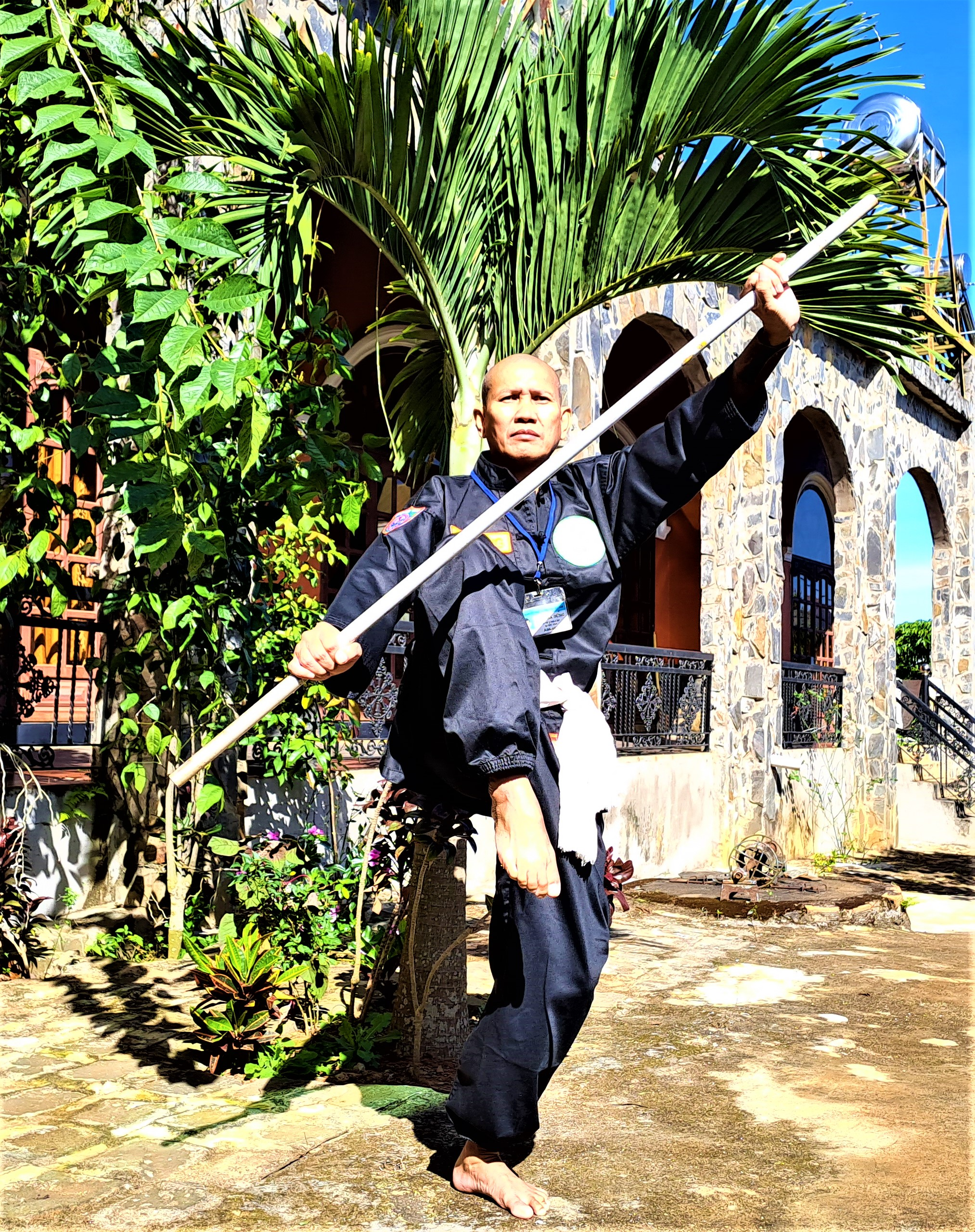
Một Võ sư sử dụng côn
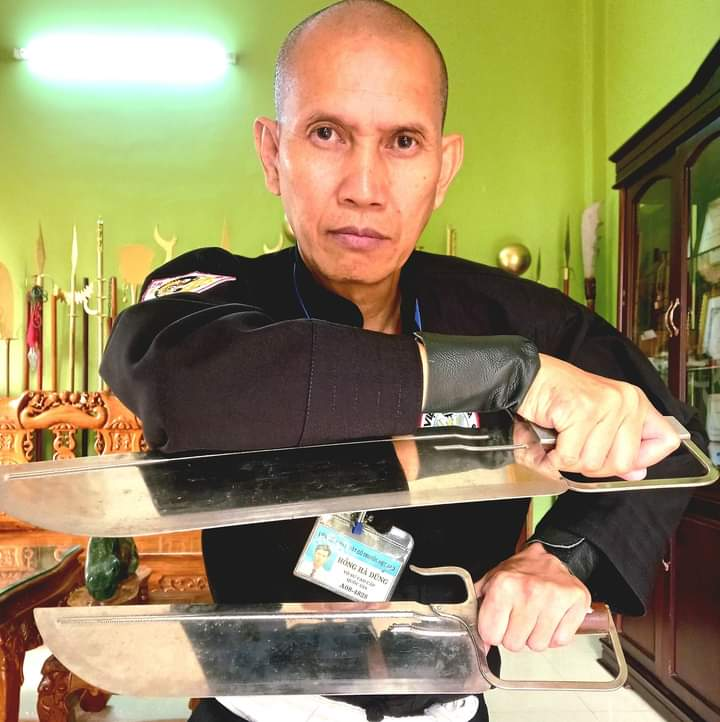
Một thế Song tô.